# 10948 Оденвальд
10948 Оденвальд (10948 Odenwald) — астероїд головного поясу, відкритий 24 вересня 1960 року.
Тіссеранів параметр щодо Юпітера — 3,534.